# Attivina e inibina
L'attivina e l'inibina sono due complessi proteici strettamente correlati che hanno effetti biologici quasi diametralmente opposti. Identificata nel 1986, l'attivina potenzia la biosintesi e la secrezione dell'FSH e partecipa alla regolazione del ciclo mestruale. All'attivina sono state attribuite molte altre funzioni, tra cui ruoli nella proliferazione cellulare, nella differenziazione, nell'apoptosi, nel metabolismo, nell'omeostasi, nella risposta immunitaria, nella riparazione delle ferite, e nella funzione endocrina. Al contrario, l'inibina riduce la sintesi dell'FSH e ne inibisce la secrezione. L'esistenza dell'inibina era stata ipotizzata già nel 1916, ma la sua esistenza è stata dimostrata solo a metà degli anni '70 grazie al lavoro di Neena Schwartz e Cornelia Channing, dopo di che entrambe le proteine sono state caratterizzate a livello molecolare dieci anni più tardi.
L'attivina è un dimero composto da due subunità beta identiche o molto simili. Anche l'inibina è un dimero in cui il primo componente è una subunità beta simile o identica alla subunità beta dell'attivina. Tuttavia, a differenza dell'attivina, il secondo componente del dimero dell'inibina è una subunità alfa più lontana dal punto di vista filogenetico. L'attivina, l'inibina e una serie di altre proteine strutturalmente correlate, come l'ormone antimülleriano, la proteina morfogenetica ossea e il fattore di differenziazione della crescita, appartengono alla superfamiglia delle proteine TGF-β.

## Struttura
I complessi proteici dell'attivina e dell'inibina sono entrambi di struttura dimera e, in ciascun complesso, i due monomeri sono collegati tra loro da un singolo legame disolfuro. Inoltre, entrambi i complessi derivano dalla stessa famiglia di geni e proteine correlati, ma differiscono nella composizione delle subunità. Di seguito è riportato un elenco dei complessi di inibina e attivina più comuni e della loro composizione subunitaria:
| Classe   | Attività                      | Complesso   | Subunità dimero | Subunità dimero | Subunità dimero |
| Classe   | Attività                      | Complesso   | 1               | 2               |                 |
| -------- | ----------------------------- | ----------- | --------------- | --------------- | --------------- |
| Inibina  | inibisce la secrezione di FSH | Inhibin A   | α               | βA              |                 |
| Inibina  | inibisce la secrezione di FSH | Inibina B   | α               | βB              |                 |
| Attivina | stimola la secrezione di FSH  | Attivina A  | βA              | βA              |                 |
| Attivina | stimola la secrezione di FSH  | Attivina AB | βA              | βB              |                 |
| Attivina | stimola la secrezione di FSH  | Attivina B  | βB              | βB              |                 |

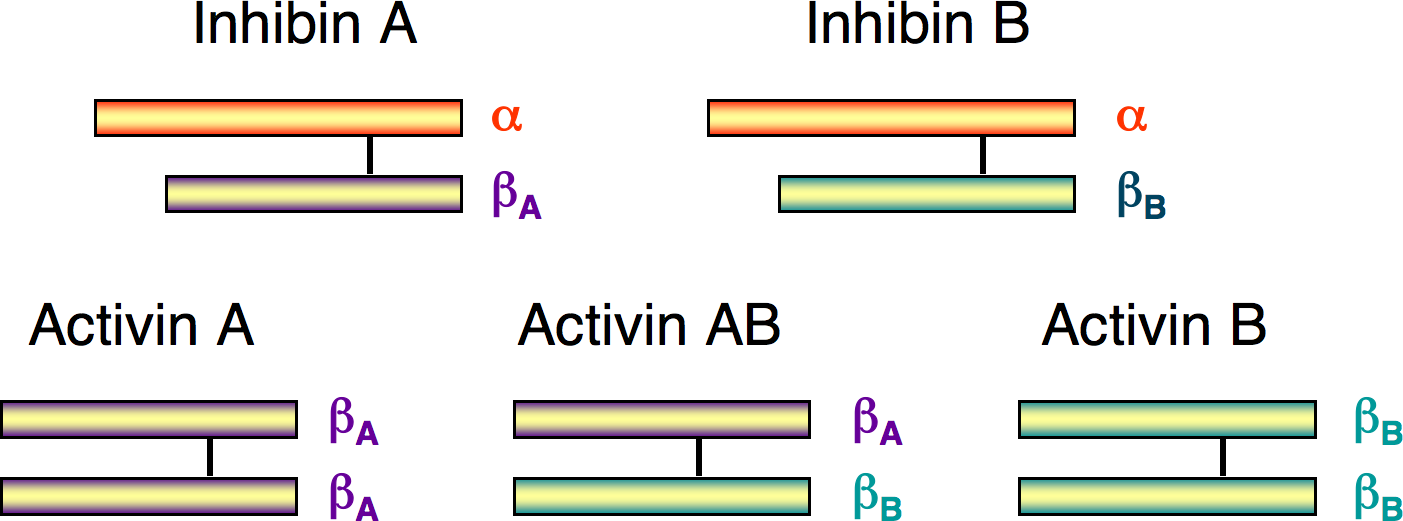
Diagramma schematico delle strutture 1D dell'inibina e dell'attivina. La linea nera tra i monomeri rappresenta un legame disolfuro.

Le subunità alfa e beta condividono circa il 25% di similitudine di sequenza, mentre la similitudine tra le subunità beta è di circa il 65%.
Nei mammiferi sono state descritte quattro subunità beta, denominate attivina βA, attivina βB, attivina βC e attivina βE. L'attivina βA e βB sono identiche alle due subunità beta dell'inibina. Una quinta subunità, l'attivina βD, è stata descritta in Xenopus laevis. Due subunità di attivina βA danno origine all'attivina A, una subunità βA e una subunità βB danno origine all'attivina AB e così via. Sono stati descritti vari eterodimeri. ma non tutti quelli teoricamente possibili. Le subunità sono collegate da un singolo legame disolfuro covalente.
La subunità βC è in grado di formare eterodimeri di attivina con le subunità βA o βB, ma non è in grado di dimerizzarsi con l'inibina α.

## Funzione

### Attivina
- Nel follicolo ovarico, l'attivina aumenta il legame dell'FSH e l'aromatizzazione indotta dall'FSH. Partecipa alla sintesi degli androgeni potenziando l'azione dell'LH nell'ovaio e nei testicoli. Nei maschi, l'attivina potenzia la spermatogenesi.
- L'attivina è fortemente presente nella pelle ferita e la sua sovraespressione nell'epidermide di topi transgenici migliora la guarigione delle ferite e potenzia la formazione di cicatrici. La sua azione nella riparazione delle ferite e nella morfogenesi cutanea avviene attraverso la stimolazione dei cheratinociti e delle cellule stromali in modo dose-dipendente.[15]
- L'attivina regola anche la morfogenesi degli organi ramificati come la prostata, i polmoni e, in particolare, i reni. L'attivina A ha aumentato il livello di espressione del collagene di tipo I, suggerendo che l'attivina A agisce come un potente attivatore dei fibroblasti.
- La mancanza di attivina durante lo sviluppo provoca difetti dello sviluppo neurale.
- L'aumento dell'attivina A induce le cellule staminali pluripotenti a un destino mesoendodermico, fornendo così uno strumento utile per la differenziazione cellulare delle cellule staminali e la formazione di organoidi.[16]

### Inibina
Sia nelle donne che negli uomini, l'inibina inibisce la produzione di FSH. L'inibina non inibisce la secrezione di GnRH dall'ipotalamo. Tuttavia, il meccanismo complessivo differisce tra i sessi:

#### Nelle donne
L'inibina è prodotta nelle gonadi, nella ghiandola pituitaria, nella placenta, nel corpo luteo e in altri organi.
L'FSH stimola la secrezione di inibina dalle cellule della granulosa dei follicoli ovarici nelle ovaie. A sua volta, l'inibina sopprime l'FSH.
- L'inibina B raggiunge il picco nella fase iniziale-centrale del fase follicolare e un secondo picco durante l'ovulazione.
- L'inibina A raggiunge il picco nella fase centrale del fase luteale.

La secrezione di inibina è ridotta dal GnRH e aumentata dal fattore di crescita insulino-simile-1 (IGF-1).

#### Nei maschi
È secreto dalle cellulle del Sertoli, situate nei tubuli seminiferi all'interno dei testicoli. Gli androgeni stimolano la produzione di inibina; questa proteina può anche contribuire a regolare localmente la spermatogenesi.

## Meccanismo d'azione

### Attivina
Come altri membri della superfamiglia, le attivine interagiscono con due tipi di recettore transmembrana di superficie cellulare (tipi I e II) che hanno attività intrinseche di proteina chinasi serina/treonina nei loro domini citoplasmatici:
- Recettori dell'activina di tipo 1: ACVR1, ACVR1B, ACVR1C
- Recettori dell'activina di tipo 2: ACVR2A, ACVR2B

L'attivina si lega al recettore di tipo II e avvia una reazione a cascata che porta al reclutamento, alla fosforilazione e all'attivazione del recettore di tipo I dell'attivina. Questo interagisce quindi con le SMAD2/SMAD3, due delle proteine citoplasmatiche SMAD, e le fosforila.
Le Smad3 traslocano quindi nel nucleo e interagiscono con SMAD4 attraverso la multimerizzazione, determinando la loro modulazione come complessi fattori di trascrizione responsabili dell'espressione di una grande varietà di geni.

### Inibina
A differenza dell'attivina, il meccanismo d'azione dell'inibina è molto meno conosciuto, ma potrebbe comportare una competizione con l'attivina per il legame con i recettori dell'attivina e/o il legame con recettori specifici dell'inibina.

## Significato clinico

### Attivina
L'attivina A è più abbondante nel tessuto adiposo delle persone obese rispetto a quelle magre. L'attivina A favorisce la proliferazione delle cellule progenitrici degli adipociti, inibendone la differenziazione in adipociti. L'attivina A aumenta anche le citochine infiammatorie nei macrofagi.
Una mutazione del gene del recettore dell'attivina ACVR1 provoca la fibrodisplasia ossificante progressiva, una malattia mortale che causa la sostituzione graduale dei muscoli e dei tessuti molli con tessuto osseo. Questa condizione è caratterizzata dalla formazione di uno scheletro extra che provoca l'immobilizzazione e infine la morte per soffocamento. La mutazione del gene ACVR1 fa sì che l'attivina A, che normalmente agisce come antagonista del recettore e blocca l'osteogenesi (crescita ossea), si comporti come agonista del recettore e induca una crescita ossea iperattiva. Il 2 settembre 2015, Regeneron Pharmaceuticals ha annunciato di aver sviluppato un anticorpo per l'activina A che cura efficacemente la malattia in un modello animale della condizione.
Le mutazioni del gene ACVR1 sono state anche collegate al cancro, in particolare al glioma pontino intrinseco diffuso (DIPG).
Livelli elevati di attivina B con livelli normali di attivina A hanno fornito un possibile biomarcatore per la encefalomielite mialgica/sindrome da stanchezza cronica.
L'attivina A è sovraespressa in molti tumori. È stato dimostrato che promuove la carcinogenesi ostacolando la risposta immunitaria antitumorale adattativa nel melanoma.

### Inibina
La quantificazione dell'inibina A fa parte del quad screen prenatale che può essere somministrato durante la gravidanza tra la 16ª e la 18ª settimana di gestazione. Un livello elevato di inibina A, insieme a un aumento del beta-hCG, una diminuzione dell'AFP e una diminuzione dell'estriolo, è indicativo della presenza di un feto affetto da sindrome di Down. Trattandosi di un test di screening, i risultati anomali del quad screen devono essere seguiti da esami più definitivi.
È stato anche utilizzato come marker per il cancro ovarico.
L'inibina B può essere utilizzata come marker della funzione spermatogenetica e dell'infertilità maschile. Il livello medio di inibina B nel siero è significativamente più alto negli uomini fertili (circa 140 pg/mL) rispetto agli uomini infertili (circa 80 pg/mL). Negli uomini con azoospermia, un test positivo per l'inibina B aumenta leggermente le possibilità di ottenere una gravidanza attraverso l'estrazione di spermatozoi dai testicoli (TESE), anche se l'associazione non è molto significativa, con una sensibilità di 0,65 (intervallo di confidenza [IC] al 95%: 0,56-0,74) e una specificità di 0,83 (IC: 0,64-0,93) per la previsione della presenza di spermatozoi nei testicoli in caso di azoospermia non ostruttiva.